# Legio I Pontica
La Legio I Pontica ("del Ponto") fu un'antica legione romana, costituita dall'imperatore Diocleziano ed era ancora esistente all'inizio del V secolo. Non va confusa con una legio Pontica reclutata nel I secolo a.C. da Domizio Calvino per combattere Farnace re del Bosforo.

## Storia
La Legio I Pontica fu costituita da Diocleziano attorno al 288, come testimonierebbe un'iscrizione riguardante uno dei suoi primi prefetti, un certo T.Aurelius Victor, e comunque in occasione, o poco dopo, l'istituzione della provincia romana del Ponto Polemoniaco. È possibile che abbia preso parte alle campagne persiane di quegli anni del cesare Galerio, mentre l'accampamento principale della legione era a Trapezus a partire dal 297 (già sede della Legio XV Apollinaris), come attestato da un'iscrizione lì ritrovata (CIL III, 6746). Sembra, inoltre, abbia mantenuto sue vexillationes nella regione dell'Isauria, nella provincia di Cilicia, durante il regno di Diocleziano.
Nella Notitia dignitatum (Orientis XXXVIII v.16), un documento risalente agli inizi del V secolo, compare ancora a Trapezus, sotto il comando del dux Armeniae.